# تور تایلا
تور تایلا (انگلیسی: Tyla Tour) نخستین تور کنسرت خواننده اهل آفریقای جنوبی، تایلا است که برای حمایت از نخستین آلبوم استودیویی او به نام تایلا (۲۰۲۴) برگزار شد. این تور قرار بود در ۲۱ مارس ۲۰۲۴ در اسلو، نروژ آغاز شود و در ۲۸ مه ۲۰۲۴ در مینیاپولیس، ایالات متحده به پایان برسد. دو هفته قبل از آغاز تور، تایلا اعلام کرد که بخش اروپایی تور به تعویق افتاده است و بخش آمریکای شمالی تور به دلیل آسیبی که او قبل از آغاز تور از آن رنج می‌بُرد، لغو شده است.